# HD40869
HD40869 — хімічно пекулярна зоря спектрального класу A2, що має видиму зоряну величину в смузі V приблизно  8,0.
Вона  розташована на відстані близько 591,9 світлових років від Сонця.